# Paithan
Paithan, in oude tijden Pratishthana, is een nagar panchayat (plaats) in het district Aurangabad van de Indiase staat Maharashtra. 

## Demografie
Volgens de Indiase volkstelling van 2001 wonen er 34.556 mensen in Paithan, waarvan 51% mannelijk en 49% vrouwelijk is. De plaats heeft een alfabetiseringsgraad van 67%. 